# Onze-Lieve-Vrouwekerk (Herentals)

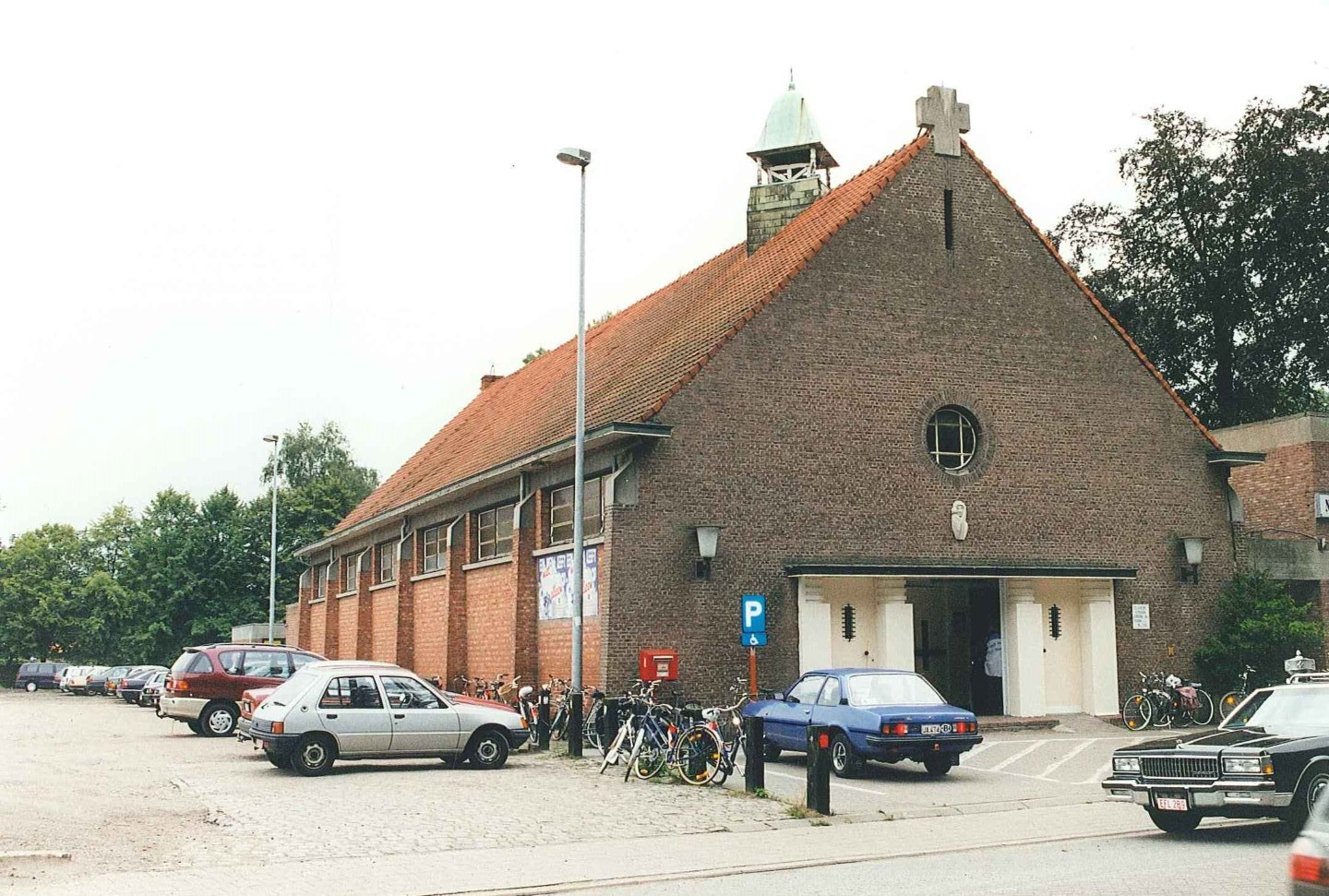
Onze-Lieve-Vrouwekerk

De Onze-Lieve-Vrouwekerk is een parochiekerk in de Antwerpse stad Herentals, gelegen aan Nederrij 100/1.
De Onze-Lieve-Vrouweparochie werd opgericht in 1936 en een kerk werd gebouwd in 1937.
Het is een eenvoudig bakstenen zaalkerkje op rechthoekige plattegrond, gedekt door een zadeldak waarop zich een dakruiter bevindt.
Het interieur wordt overkluisd door een houten plafond. Een bescheiden betonnen kruis in art-decostijl siert de voorgevel.